# Giulio Zeppieri
Giulio Zeppieri (Roma, 7 dicembre 2001) è un tennista italiano.
Giocatore polivalente, mancino, vanta due titoli Challenger in singolare e uno in doppio, oltre a due titoli ITF, uno in singolare e uno in doppio.
Nel gennaio 2024 ha raggiunto la posizione n. 110 del ranking ATP in singolare, mentre  in doppio il suo best rank è il n. 242 raggiunto nell'aprile del 2022.

## Biografia
Figlio di Leone Zeppieri, avvocato, e di Elisabetta, casalinga, da bambino pratica numerosi sport: calcio, basket, nuoto, baseball. A tennis comincia a giocare all'età di sei anni presso la Capanno Tennis Academy, il circolo affiliato alla sua scuola elementare per i corsi pomeridiani. La decisione di puntare definitivamente sulla racchetta, presa a 14 anni, è sostenuta dai genitori e dal fratello maggiore Giorgio, tutti appassionati di tennis. Dal 2010 al marzo 2022 si affida alla guida tecnica di Piero Melaranci, poi sostituito dall'attuale allenatore Giuseppe Fischetti.

## Carriera

### 2016-2019: esordio nel professionismo
Il 7 novembre 2016 entra per la prima volta, con una wild-card, nel tabellone principale di un torneo professionistico, al Futures Italy F37 e perde al primo turno contro il connazionale Jacopo Stefanini per 1-6, 3-6.
Il 26 giugno 2018 nel Futures Italy F16 di Gaeta vince il suo primo match ITF battendo l'italiano Nicolò Turchetti in due set, si spinge quindi fino alla semifinale e viene sconfitto dall'altro italiano Mirko Cutuli; grazie ai punti conquistati entra nella classifica mondiale alla posizione nº 1150.
Nel gennaio 2019 giunge in semifinale agli Australian Open Juniores, dove viene sconfitto dal vincitore del torneo Lorenzo Musetti.  Il mese successivo esordisce nel circuito Challenger, nel torneo di Bergamo e viene eliminato al primo turno da Viktor Galović in tre set. Nel Challenger di Francavilla al Mare si spinge fino ai quarti di finale eliminando lo spagnolo Javier Barranco Cosano e Dominik Koepfer in tre set. Si ritira nel corso del successivo match contro Stefano Travaglia.
Il 22 giugno 2019 disputa la sua prima semifinale Challenger e viene sconfitto da Federico Gaio, dopo aver battuto in sequenza Enrico Dalla Valle, Paolo Lorenzi, Nerman Fatić e Martin Cuevas. Il 5 ottobre vince il suo primo titolo ITF in doppio all' M25 di Santa Margherita di Pula in coppia con Lorenzo Musetti e la settimana dopo, nella stessa località, conquista il primo titolo in singolare battendo il brasiliano Bruno Sant'Anna.

### 2020: esordio e prime vittorie ATP
Supera un turno nei Challenger 80 di Bergamo e di Todi. In settembre ottiene una wild card per il tabellone di qualificazioni degli Internazionali d'Italia, dove supera Cameron Norrie e Hugo Dellien prima di essere eliminato nel turno decisivo da Lorenzo Musetti. Debutta nel tabellone principale di un torneo ATP con una wild card al Sardegna Open, dove viene battuto in due set da Lorenzo Sonego.

### 2021: primo titolo Challenger
In marzo, partendo dalle qualificazioni, raggiunge i quarti di finale nel Challenger di Gran Canaria. Ottiene una wild card per il Sardegna Open e al primo turno viene sconfitto al tie-break del terzo set dal nº 58 del mondo Aljaž Bedene; nello stesso torneo fa il suo debutto ATP in doppio in coppia con Andrea Pellegrino superando al primo turno la coppia Nikoloz Basilašvili / Andre Begemann, prima di uscire al secondo turno contro Lorenzo Sonego / Andrea Vavassori. Il 29 agosto conquista il suo primo titolo Challenger nella finale del torneo di Barletta superando in tre set Flavio Cobolli.

### 2022: prime partecipazioni a Masters 1000 e Grande Slam e prima semifinale ATP
Dopo aver raggiunto i quarti di finale nei Challenger di Oeiras e di Roma, supera le qualificazioni agli Internazionali d'Italia sconfiggendo in rimonta Alex Molčan e Maxime Cressy, entra per la prima volta nel tabellone principale di un torneo di categoria Masters 1000 e viene sconfitto al primo turno da Karen Chačanov. La settimana successiva supera le qualificazioni anche al Roland Garros, e al suo debutto nel tabellone principale di un torneo del Grande Slam viene eliminato al primo turno da Hubert Hurkacz, che si impone per 7-5, 6-2, 7-5. A luglio vince a Todi il suo primo titolo Challenger in doppio in coppia con Francesco Forti.
A fine mese supera le qualificazioni all'ATP 250 di Umago battendo Gilles Simon ed Elias Ymer, vince quindi il suo primo incontro nel circuito maggiore contro il nº 90 del mondo Pedro Cachín con il punteggio di 3-6, 6-1, 6-4. Accede ai quarti di finale grazie al successo in tre set contro Daniel Elahi Galán e la vittoria in due set su Bernabé Zapata Miralles gli garantisce la disputa della sua prima semifinale nel circuito maggiore, dove si arrende in tre set e dopo circa tre ore al n. 5 del mondo Carlos Alcaraz. Con questi risultati sale alla 136ª posizione mondiale.

### 2023: secondo titolo Challenger
Disputa per la prima volta le qualificazioni agli Australian Open ed esce al secondo turno per mano di Leandro Riedi. A febbraio vince il suo secondo titolo Challenger, a Cherbourg, superando in finale Titouan Droguet con il punteggio di 7-5 7-6. La settimana successiva perde la finale al Challenger di Rovereto contro Dominic Stricker. Il 30 maggio 2023 vince il suo primo incontro in una prova del Grande Slam, al Roland Garros, con il successo in cinque set su Aleksandr Bublik, per poi arrendersi in quattro set a Casper Ruud. Nelle seguenti prove dello Slam raggiunge il secondo turno delle qualificazioni a Wimbledon e il terzo a New York, dove viene eliminato da Couacaud. A luglio si ritira durante la finale al Challenger di Karlsruhe contro Alejandro Tabilo. Raggiungerà poi i quarti a Cassis, Saint-Tropez e Mouilleron le Captif.
Chiude l'anno alla posizione n. 135 del ranking ATP.

### 2024
Alla sua seconda partecipazione, centra per la prima volta la qualificazione per il tabellone principale degli Australian Open superando, senza perdere un set, Pablo Cuevas, Damir Džumhur e Alexander Ritschard. Nel primo turno del main draw supera Dušan Lajović in quattro set, per poi cedere a Cameron Norrie in cinque partite dopo aver vinto i primi due set.

## Statistiche
Aggiornate al 9 luglio 2023.

### Tornei minori

#### Singolare

##### Vittorie (3)
| Legenda tornei minori     |
| Challenger (2)            |
| ITF World Tennis Tour (1) |

| Nº | Data             | Torneo                                    | Superficie  | Avversario in finale | Punteggio     |
| 1. | 13 ottobre 2019  | M25 Santa Margherita di Pula              | Terra rossa | Bruno Sant'Anna      | 6-3, 6-2      |
| 2. | 29 agosto 2021   | Open Barletta, Barletta                   | Terra rossa | Flavio Cobolli       | 6-1, 3-6, 6-3 |
| 3. | 19 febbraio 2023 | Challenger Cherbourg-La Manche, Cherbourg | Cemento (i) | Titouan Droguet      | 7-5, 7-6      |

##### Finali perse (2)
| Legenda tornei minori     |
| Challenger (2)            |
| ITF World Tennis Tour (0) |

| N. | Data             | Torneo                           | Superficie  | Avversario in finale | Punteggio     |
| 1. | 26 febbraio 2023 | Rovereto Challenger, Rovereto    | Cemento (i) | Dominic Stricker     | 6(8)-7, 2-6   |
| 2. | 9 luglio 2023    | Tennis Open Karlsruhe, Karlsruhe | Terra rossa | Alejandro Tabilo     | 6-2, 0-1 rit. |

#### Doppio

##### Vittorie (2)
| Legenda tornei minori     |
| Challenger (1)            |
| ITF World Tennis Tour (1) |

| Nº | Data           | Torneo                                       | Superficie  | Compagno        | Avversari in finale                  | Punteggio        |
| 1. | 5 ottobre 2019 | M25 Santa Margherita di Pula                 | Terra rossa | Lorenzo Musetti | Bruno Sant'Anna Giovanni Fonio       | 6-3, 1-6, [10-8] |
| 2. | 17 luglio 2021 | Internazionali di Tennis Città di Todi, Todi | Terra rossa | Francesco Forti | Facundo Díaz Acosta Alexander Merino | 6-3, 6-2         |